# ドラゴンボール RPG
『ドラゴンボール RPG』（DRAGON BALL RPG）は、バンダイネットワークス（当時）のモバイルゲームサイト「ドラゴンボールモバイル」より配信されていたロールプレイングゲームおよびそのシリーズ。2016年3月31日をもってサービス終了したため、現在は全てのタイトルが配信終了となっている。鳥山明原作の漫画・アニメ作品『ドラゴンボール』を題材にしている。

## 概要
原作『ドラゴンボール』のサイヤ人編から魔人ブウ編までのストーリーをベースにしている。
2010年3月1日にドラゴンボールモバイルで続編およびバージョンアップ作品となる『超ドラゴンボール RPG』が配信開始。2016年に配信終了。
2013年10月29日に悟空が少年時代の話を舞台にした『ドラゴンボール RPG〜少年編〜』（iOS版、Android版）がリリース開始。続けて2013年11月27日にはauスマートパスにてAndroid版『ドラゴンボールRPG～少年編～』が配信開始された。2015年11月29日に配信終了。

## ドラゴンボール RPG

### シナリオ
サイヤ人編から魔人ブウ編まで数回に分けて配信。最初は約1週間毎だったが、途中から2週間に1回ほどのペースに変更。2009年9月29日に最終話のシナリオが配信された。

### 登場キャラクター
『ドラゴンボール RPG』、『超ドラゴンボール RPG』、同じくドラゴンボールモバイル内のゲーム『ドラゴンボールウォーズ』には、原作に登場したキャラクターの色違いオリジナルキャラクターが多数登場する。

#### 味方キャラクター
必殺技は『ドラゴンボール RPG』で覚える物を記載。
★は『超ドラゴンボール RPG』にも登場するキャラクター。
●は『ドラゴンボールウォーズ』にも登場するキャラクター。
★●孫悟空
本作の主人公。
必殺技…かめはめ波（LV.1）、激連脚（LV.5）、連続エネルギー弾（LV.8）、気合砲（LV.15）、元気玉（LV.19）、ニードルキック（LV.24）、メテオアタック（LV.30）、超かめはめ波（LV.43）、界王拳（影悟空撃破後）、スーパーサイヤ人1/超元気玉（フリーザ最終形態撃破後）
★●孫悟飯
必殺技…激裂拳（LV.10）、魔閃光（シナリオ5の発生後）、激裂魔弾波（LV.21）、激裂アタック（LV.25）、スーパーサイヤ人1 少年（シナリオ19クリア後）、スーパーサイヤ人2 少年（完全体セル撃破後）
★●クリリン
必殺技…かめはめ波（LV.1）、亀仙流撃翔拳（LV.8）、拡散エネルギー波（LV.15）、亀仙流撃連拳（LV.22）、気円斬（LV.27）、亀仙流超撃乱舞（LV.35）、太陽拳（ドドリア撃破後）
★●ヤムチャ
必殺技…操気弾（LV.1）、かめはめ波（LV.5）、亀仙流手早拳（LV.10）、亀仙流撃翔拳（LV.15）、狼牙風風拳（LV.20）、狼牙風風伝説（LV.24）、亀仙流撃翔蹴（LV.31）、武琉魔護面拳（LV.38）
★●天津飯
必殺技…四身の拳（LV.4）、怪光線（LV.8）、どどん波（LV.14）、太陽拳（LV.21）、四妖拳（LV.26）、鶴仙流亀裂拳（LV.26）、気功砲（LV.36）
★●ピッコロ
必殺技…怪光線（LV.4）、ミスティックスルー（LV.10）、ミスティックナックル（LV.17）、激裂魔乱撃（LV.25）、爆炎弾（LV.30）、激烈脚（LV.40）、ターンアローキック（LV.45）、爆力魔波（LV.60）、魔貫光殺砲（ラディッツ戦イベント後）
★●ベジータ
必殺技…ギャリック砲（LV.22）、気合砲（LV.42）、ハイパースマッシュ（LV.45）、衝撃波（LV.48）、ファイナルアタック（LV.58）、汚ねぇ花火だ!!（キュイ戦イベント後）、ギャリックファング（ザーボン撃破後）、スーパーサイヤ人1 前期/ビッグ・バン・アタック（シナリオ16クリア後）
★●トランクス
必殺技…スーパーサイヤ人1 青年（シナリオ15クリア後）

#### 敵キャラクター
サイバイマン
出現地:悟飯の修行場
セルジュニア
出現地:鍛錬の道 他
他多数

#### 本作オリジナルキャラクター
タンバリン型
★カスタネット
出現地:蛇の道
★ハモニカ
出現地:蛇の道
★エレキ
出現地:フライパン山
モンキータンバリン
出現地:フライパン山
サイバイマン型
★レッドピーマン
色は赤色。出現地:決戦の地
エグラット
出現地:決戦の地
ジャッガイ
出現地:悟飯の修行場
コーン
色は黄色。出現地:郊外の森
★ミーズナ
出現地:郊外の森
サイバーV
色は白色。
HP9。基本1ダメージしか当たらない。ラッシュ技で成功すると2ダメージ。
すぐに逃げるが、倒すと稀にアイテムを落とす。
ドロップアイテム:キツイ香水、意地のおまもり
恐竜型
★ハイディノザウラー
出現地:竜の広場
★ディノザウラー
出現地:高原
キュイ型
ランス
色は黄色。出現地:ナメック星 諸島地帯
パッション
出現地:ナメック星 岩棚地帯
アプール型
★●ラズベ
出現地:ナメック星 未開の地
★ブルベリー
出現地:ナメック星 未開の地
ドドリア型
メタボリア
出現地:ナメック星 岩棚地帯
ギガメタボリア
出現地:フリーザ宇宙船50km付近
フリーザ兵
スカイ
出現地:ナメック星 湿原地帯
●ドラゴ
出現地:ナメック星 降下ポイント
●レンジ
出現地:ナメック星 降下ポイント
パーシ
出現地:ナメック星 岩棚地帯
レモネ
出現地:ナメック星 アジッサの森
グレプ
出現地:ナメック星 海岸付近
チジク
出現地:ナメック星 修練の地
セル編
シナプス
出現地:シナリオ20でセルを追跡中
セルベビー
出現地:鍛錬の道 他
魔人ブウ編
ソルト
他多数

#### ボスキャラクター
天津飯
出現地:フライパン山
ラディッツ
出現地:ラディッツの宇宙船落下付近
ピッコロ
出現地:高原 奥地
影悟空
出現地:界王星
ナッパ
出現地:悟飯の修行場
ベジータ
出現地:決戦の地
ベジータ（大猿）
出現地:決戦の地
ドドリア
出現地:ナメック星 デンデの村
キュイ
出現地:ナメック星 降下ポイント北部
ザーボン
出現地:ナメック星 湿原地帯
ザーボン 第二形態
出現地:ナメック星 湿原地帯
リクーム
出現地:ナメック星 ベジータの隠れ家
バータ
出現地:ナメック星 アジッサの森
ジース
出現地:ナメック星 アジッサの森
ギニュー
出現地:ナメック星 岩棚地帯
ギニュー（悟空とボディチェンジした姿）
出現地:フリーザ宇宙船駐屯地
フリーザ
出現地:ナメック星 諸島地帯
フリーザ 第二形態
出現地:ナメック星 諸島地帯
フリーザ 第三形態
出現地:ナメック星 諸島地帯
フリーザ 最終形態
出現地:ナメック星 集いの地
フリーザ フルパワー
出現地:ナメック星 集いの地
他多数

### アイテム
キツイ香水
気絶を防ぐ。
意地のおまもり
1度だけ戦闘不能から復活。
赤色の超神水
味方一人の攻撃力を上げる。
青色の超神水
味方一人の素早さを上げる
黄色の超神水
味方一人の防御力を上げる
七色の超神水
味方一人の全能力を上げる

## 超ドラゴンボール RPG

### シナリオ
前作と同じく原作のサイヤ人編から魔人ブウ編を再現した「ストーリークエスト」に加えて、原作の舞台を地球の戦士の他にフリーザ、セル、魔人ブウなどの敵役たちと冒険するアプリオリジナルストーリーの「トライアルクエスト」が追加されている。

### 登場キャラクター
■『超ドラゴンボール RPG』で新たに登場したキャラクターを記載

#### 味方キャラクター
操作可能キャラクターは特定条件を満たすと増えていき、最終的には前作『ドラゴンボールRPG』の2倍以上となる24人がプレイ可能になる。

#### 本作オリジナルキャラクター
- ベテランバンディッド
- バンディッドヘッド
- マスターバンディッド
- パプリ
- グランドザウラー
- ブラザーバンディッド
- ヤングバンディッド
- トロンボ
- クラネット

## ドラゴンボール RPG〜少年編〜

### ストーリー
1章 孫悟空の大冒険
第1話 - 第8話
2章 目指せ！天下一武道会
第9話 - 第15話
3章 激闘！レッドリボン軍
第16話 - 第22話
4章 ピッコロ大魔王の恐怖
第23話 - 第29話

### 登場キャラクター

#### 味方キャラクター
孫悟空
本作の主人公。
ブルマ
1章1話から使用可能。
亀仙人
1章2話クリアで加入。
ヤムチャ
1章4話クリアで加入。
クリリン
2章9話冒頭で加入。
天津飯
4章24話クリアで加入。
餃子
4章24話クリアで加入。
ヤジロベー
4章26話ヤジロベー戦後から加入。

#### ボスキャラクター
1章
プテラノドン
熊の山賊
ウーロン
ヤムチャ
牛魔王
暴走ティラノ
兎人参化、ウサギ団正団員、ウサギ団下っ端
シュウ、ピラフロボ、ピラフロボ改
2章
警察官×2
軍隊バチ×3
ジャッキー・チュン
シルバー大佐
メタリック軍曹
ホワイト将軍
3章
ブルー将軍
イエロー将軍、RR軍兵士×4
桃白白
ブラック補佐
キツネ面の男
ダチョウモード
4章
メタリック軍曹
天津飯
怪物ダコ
シンバル
タンバリン
ピッコロ（若）